# 龍興寺 (下野市)
龍興寺（りゅうこうじ）は、栃木県下野市にある真言宗智山派の寺院。

## 概要
下野薬師寺の南方に立ち、同寺の別院とされている。寺伝では奈良時代の天平宝字5年（761年）、鑑真が唐の龍興寺の舎那殿壇の法を移し「生雲山龍興寺」として開基したという。
かつて存在した薬師寺地蔵院の流れをひくといわれる寺院で、近世には佐竹氏から寺領20石を寄進されている。また、薬師寺の跡に建てられ薬師寺不動院の流れをひくという安国寺との間で、天和元年（1681年）から享保4年（1719年）にかけて薬師寺の正統を争う訴訟を起こしている。議論の末、天保9年（1838年）、に「安国寺は戒壇、龍興寺は鑑真墓所を守護する」という合意に達し現在に至っている。
境内には道鏡の墓と伝わる円墳や鑑真和尚碑のほか、自治医科大学附属病院聖霊殿の納骨堂がある。

## 境内
境内には「道鏡塚」として、直径約38mの円墳が残っている。出土の埴輪から6世紀末頃に作られたと見られる古墳で、元からあった古墳に追葬の形で道鏡が葬られたと伝える。この道鏡塚は下野市指定史跡に指定されている。
また境内北方には「鑑真和尚碑」として、鑑真の弟子が遺徳を偲び建立したという供養碑が立つ。碑の前の菩提樹（画像左端）は、鑑真の杖が根付いたものといわれる。この碑は下野市指定史跡に指定されている。

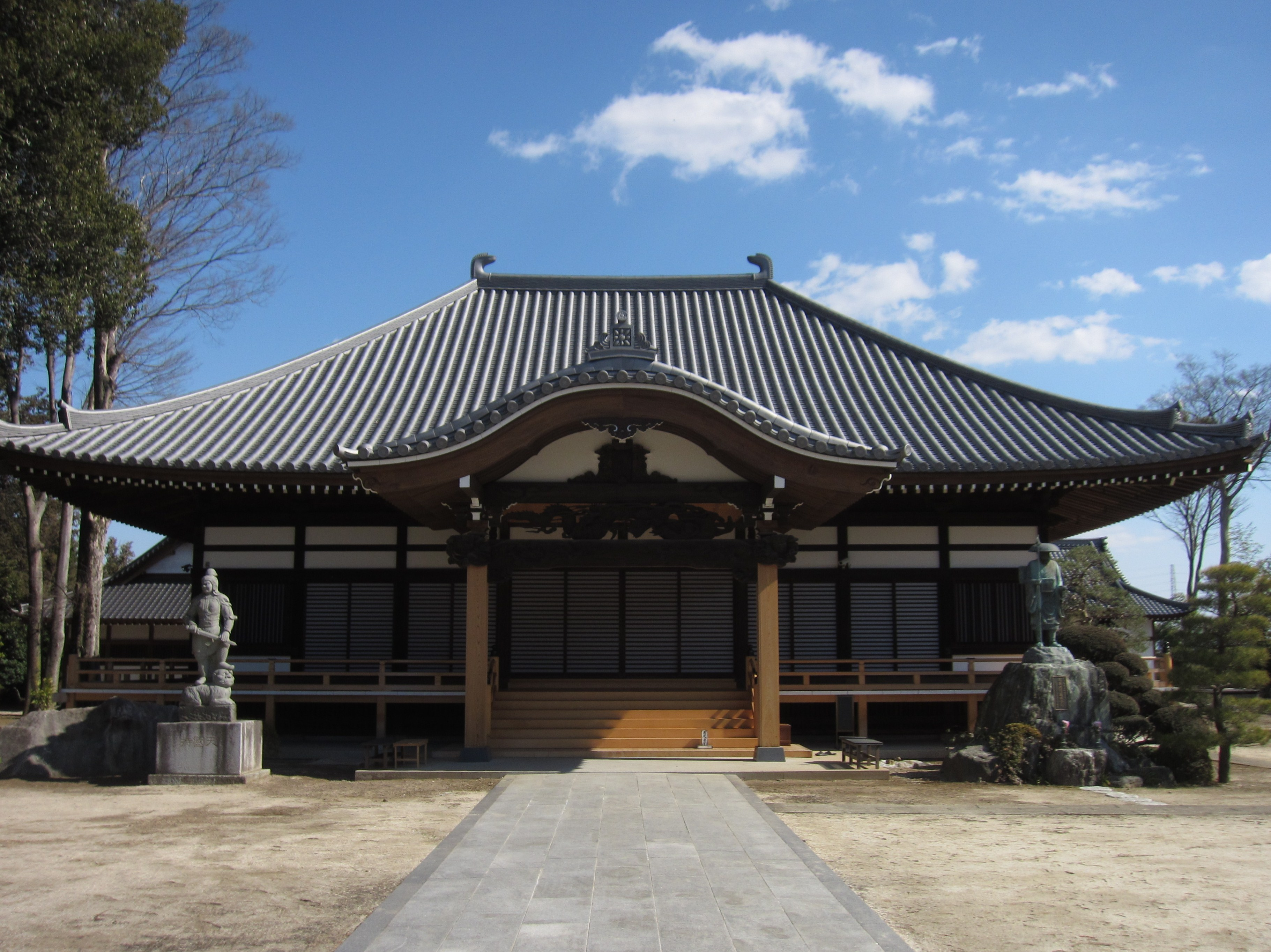
本堂
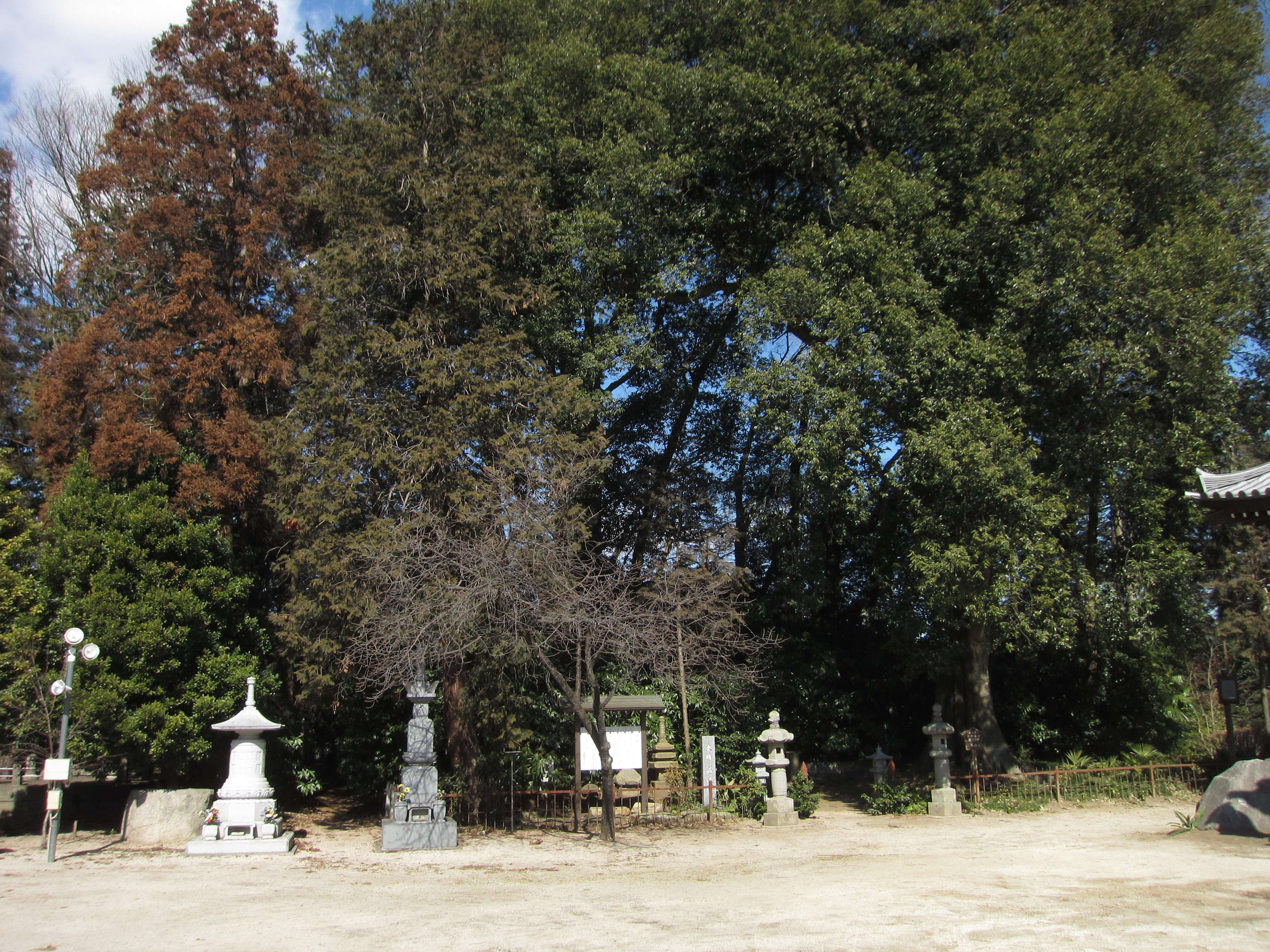
道鏡塚（市指定史跡）
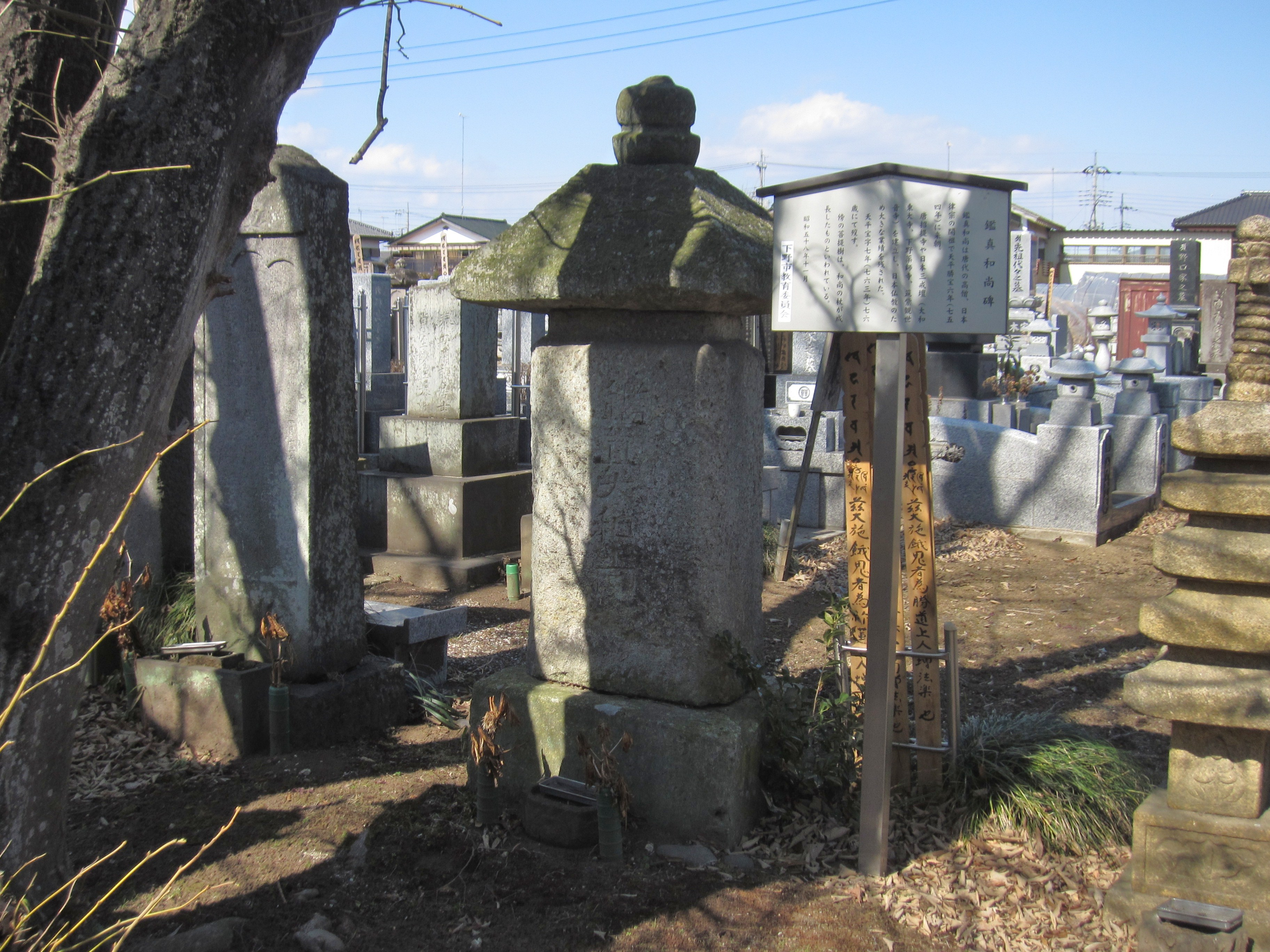
鑑真和尚碑（市指定史跡）

## 文化財

### 栃木県指定文化財
- 有形文化財
  - 銅造 誕生釈迦仏立像（彫刻） - 平成3年2月19日指定[4]。
- 天然記念物
  - 龍興寺のシラカシ - 平成元年8月25日指定[5][6]。

### 下野市指定文化財
- 史跡
  - 道鏡塚（古墳） - 昭和62年2月16日指定[7]。
  - 鑑真和尚之碑 - 昭和62年2月16日指定[8]。

## 現地情報
所在地
- 栃木県下野市薬師寺1416

交通アクセス
- 東日本旅客鉄道（JR東日本）宇都宮線（東北本線） 自治医大駅 （徒歩約30分） - 約2.5km。
- 東日本旅客鉄道（JR東日本）宇都宮線（東北本線） 小金井駅 - 約5.0km。レンタサイクル可能。

周辺
- 下野薬師寺跡
  - 下野薬師寺歴史館
- 安国寺 - 下野薬師寺後継寺院。
- 薬師寺八幡宮 - 下野薬師寺鎮守。